# 2012-es indianapolisi 500
A 96. indianapolisi 500 mérföldes versenyt 2012. május 27-én rendezték meg az Indianapolis Motor Speedway-en. Ebben az évben debütált az indianapolisi 500-on az új IndyCar autó melyekben turbómotorok vannak ezáltal 1996 után ismét turbómotoros autók versenyezhettek. 2003 óta először, 1985 óta negyedik alkalommal versenyzett mindenki teljesen új autóval ezen a futamon.

## Háttér és hírek
1947 után először fordul elő, hogy az előző évi indianapolisi 500 győztes nem tudta megvédeni győzelmét, mert meghalt. A 2011-es győztes Dan Wheldon 2011. október 16-án a Las Vegas-i évadzáró versenyen szenvedett halálos balesetet. 1947 után többször is előfordult, hogy az előző évi győztes nem vett részt a következő versenyen más okból adódóan, mert visszavonult vagy mert máshova ment versenyezni. Az utolsó alkalom, hogy egy versenyző nem vett részt a győzelme utáni első indianapolisi 500 versenyén, az Buddy Rice volt aki 2004-ben megnyerte az Indy 500-at, de 2005-ben az egyik szabadedzésen egy baleset következtében agyrázkódást szenvedett és nem engedélyezték neki az indulást a versenyen.

## Közvetítés
Az időmérőedzéseket és a Carb Day-t az NBC Sports közvetítette. A versenyt az Egyesült Államokban az ABC közvetítette élőben nagy felbontásban. Rádióban az IMS Radio Network közvetítette, melyet sok rádiócsatorna átvett.

## Menetrend
| Dátum        | Nap(ok)        | Esemény                                 |
| ------------ | -------------- | --------------------------------------- |
| Május 10.    | Csütörtök      | Újonc teszt                             |
| Május 12–18. | Szombat-Péntek | Indianapolis 500 szabadedzések          |
| Május 19.    | Szombat        | Pole Day                                |
| Május 20.    | Vasárnap       | Bump Day                                |
| Május 25.    | Péntek         | Carb Day                                |
| Május 27.    | Vasárnap       | 96. Indianapolisi 500 mérföldes verseny |

## Nevezési lista
| Csapat                           | Motor     | Első pilóta | Első pilóta         | Második pilóta | Második pilóta      | Harmadik pilóta | Harmadik pilóta  | Negyedik pilóta | Negyedik pilóta   | Ötödik pilóta | Ötödik pilóta    |
| -------------------------------- | --------- | ----------- | ------------------- | -------------- | ------------------- | --------------- | ---------------- | --------------- | ----------------- | ------------- | ---------------- |
| Team Penske                      | Chevrolet | 2           | Ryan Briscoe        | 3              | Hélio Castroneves   | 12              | Will Power       |                 |                   |               |                  |
| Panther Racing                   | Chevrolet | 4           | J. R. Hildebrand    |                |                     |                 |                  |                 |                   |               |                  |
| KV Racing Technology             | Chevrolet | 5           | E. J. Viso          | 8              | Rubens Barrichello  | 11              | Tony Kanaan      |                 |                   |               |                  |
| Dragon Racing                    | Chevrolet | 6           | Katherine Legge     | 7              | Sebastien Bourdais  |                 |                  |                 |                   |               |                  |
| Target Chip Ganassi Racing       | Honda     | 9           | Scott Dixon         | 38             | Graham Rahal        | 50              | Dario Franchitti | 83              | Charlie Kimball   |               |                  |
| A. J. Foyt Enterprises           | Honda     | 14          | Mike Conway         | 41             | Wade Cunningham     |                 |                  |                 |                   |               |                  |
| Rahal Letterman Laningan Racing  | Honda     | 15          | Szató Takuma        | 30             | Michel Jourdain Jr. |                 |                  |                 |                   |               |                  |
| Andretti Autosport               | Chevrolet | 17          | Sebastián Saavedra  | 25             | Ana Beatriz         | 26              | Marco Andretti   | 27              | James Hinchcliffe | 28            | Ryan Hunter-Reay |
| Dale Coyne Racing                | Honda     | 18          | Justin Wilson       | 19             | James Jakes         |                 |                  |                 |                   |               |                  |
| Ed Carpenter Racing              | Chevrolet | 20          | Ed Carpenter        |                |                     |                 |                  |                 |                   |               |                  |
| Panther-Dreyer & Reinbold Racing | Chevrolet | 22          | Oriol Servià        |                |                     |                 |                  |                 |                   |               |                  |
| Sarah Fisher Hartman Racing      | Honda     | 39          | Bryan Clauson       | 67             | Josef Newgarden     |                 |                  |                 |                   |               |                  |
| Fan Force United                 | Lotus     | 64          | Jean Alesi          |                |                     |                 |                  |                 |                   |               |                  |
| Schmidt Hamilton Motorsports     | Honda     | 77          | Simon Pagenaud      | 99             | Townsend Bell       |                 |                  |                 |                   |               |                  |
| Lotus-HVM Racing                 | Lotus     | 78          | Simona de Silvestro |                |                     |                 |                  |                 |                   |               |                  |
| Team Barracuda – BHA             | Honda     | 98          | Alex Tagliani       |                |                     |                 |                  |                 |                   |               |                  |
| HIVATALOS NEVEZÉSI LISTA         |           |             |                     |                |                     |                 |                  |                 |                   |               |                  |

## Teszt és újonc teszt

### Nyitó teszt — Április 4., vasárnap
- Időjárás: 64 °F, részben felhős

| Legnagyobb sebességek                                                         | Legnagyobb sebességek | Legnagyobb sebességek | Legnagyobb sebességek | Legnagyobb sebességek | Legnagyobb sebességek | Legnagyobb sebességek | Legnagyobb sebességek | Legnagyobb sebességek |
| Poz.                                                                          | #                     | Versenyző             | Csapat                | Motor                 | Sebesség              |                       |                       |                       |
| ----------------------------------------------------------------------------- | --------------------- | --------------------- | --------------------- | --------------------- | --------------------- | --------------------- | --------------------- | --------------------- |
| 1                                                                             | 26                    | Marco Andretti        | Andretti Autosport    | Chevrolet             | 218.625               |                       |                       |                       |
| 2                                                                             | 11                    | Tony Kanaan           | KV Racing Technology  | Chevrolet             | 218.439               |                       |                       |                       |
| 3                                                                             | 10                    | Scott Dixon           | Chip Ganassi Racing   | Honda                 | 218.094               |                       |                       |                       |
| HIVATALOS EREDMÉNY Archiválva 2012. május 24-i dátummal a Wayback Machine-ben |                       |                       |                       |                       |                       |                       |                       |                       |

### Texas Motor Speedway Teszt — Május 7., Hétfő
| Legnagyobb sebesség                                                           | Legnagyobb sebesség | Legnagyobb sebesség | Legnagyobb sebesség | Legnagyobb sebesség | Legnagyobb sebesség | Legnagyobb sebesség | Legnagyobb sebesség | Legnagyobb sebesség |
| Poz.                                                                          | #                   | Versenyző           | Csapat              | Motor               | Sebesség            |                     |                     |                     |
| ----------------------------------------------------------------------------- | ------------------- | ------------------- | ------------------- | ------------------- | ------------------- | ------------------- | ------------------- | ------------------- |
| 1                                                                             | 9                   | Scott Dixon         | Chip Ganassi Racing | Honda               | 212.371             |                     |                     |                     |
| 2                                                                             | 83                  | Charlie Kimball     | Chip Ganassi Racing | Honda               | 211.330             |                     |                     |                     |
| 3                                                                             | 10                  | Dario Franchitti    | Chip Ganassi Racing | Honda               | 210.525             |                     |                     |                     |
| HIVATALOS EREDMÉNY Archiválva 2012. május 23-i dátummal a Wayback Machine-ben |                     |                     |                     |                     |                     |                     |                     |                     |

### Újonc teszt — Május 10., csütörtök
- Időjárás: 63 °F, részben felhős

| Legnagyobb sebességek                                                         | Legnagyobb sebességek | Legnagyobb sebességek | Legnagyobb sebességek       | Legnagyobb sebességek | Legnagyobb sebességek | Legnagyobb sebességek | Legnagyobb sebességek | Legnagyobb sebességek |
| Poz.                                                                          | #                     | Versenyző             | Csapat                      | Motor                 | Sebesség              |                       |                       |                       |
| ----------------------------------------------------------------------------- | --------------------- | --------------------- | --------------------------- | --------------------- | --------------------- | --------------------- | --------------------- | --------------------- |
| 1                                                                             | 19                    | James Jakes           | Dale Coyne Racing           | Honda                 | 218.268               |                       |                       |                       |
| 2                                                                             | 39                    | Bryan Clauson (R)     | Sarah Fisher Hartman Racing | Honda                 | 217.046               |                       |                       |                       |
| 3                                                                             | 67                    | Josef Newgarden (R)   | Sarah Fisher Hartman Racing | Honda                 | 216.573               |                       |                       |                       |
| HIVATALOS EREDMÉNY Archiválva 2012. május 23-i dátummal a Wayback Machine-ben |                       |                       |                             |                       |                       |                       |                       |                       |

## Szabadedzés

### Nyitónap, Május 12., szombat
- Időjárás: 74 °F, részben felhős

| Legnagyobb sebességek                                                         | Legnagyobb sebességek | Legnagyobb sebességek | Legnagyobb sebességek       | Legnagyobb sebességek | Legnagyobb sebességek | Legnagyobb sebességek | Legnagyobb sebességek | Legnagyobb sebességek |
| Poz.                                                                          | #                     | Versenyző             | Csapat                      | Motor                 | Sebesség              |                       |                       |                       |
| ----------------------------------------------------------------------------- | --------------------- | --------------------- | --------------------------- | --------------------- | --------------------- | --------------------- | --------------------- | --------------------- |
| 1                                                                             | 67                    | Josef Newgarden (R)   | Sarah Fisher Hartman Racing | Honda                 | 220.250               |                       |                       |                       |
| 2                                                                             | 4                     | J. R. Hildebrand      | Panther Racing              | Chevrolet             | 219.693               |                       |                       |                       |
| 3                                                                             | 39                    | Bryan Clauson (R)     | Sarah Fisher Hartman Racing | Honda                 | 219.632               |                       |                       |                       |
| HIVATALOS EREDMÉNY Archiválva 2012. május 26-i dátummal a Wayback Machine-ben |                       |                       |                             |                       |                       |                       |                       |                       |

### Nyitónap, Május 13., vasárnap
- Időjárás: 75 °F, részben felhős

| Legnagyobb sebességek                                                         | Legnagyobb sebességek | Legnagyobb sebességek | Legnagyobb sebességek         | Legnagyobb sebességek | Legnagyobb sebességek | Legnagyobb sebességek | Legnagyobb sebességek | Legnagyobb sebességek |
| Poz.                                                                          | #                     | Versenyző             | Csapat                        | Motor                 | Sebesség              |                       |                       |                       |
| ----------------------------------------------------------------------------- | --------------------- | --------------------- | ----------------------------- | --------------------- | --------------------- | --------------------- | --------------------- | --------------------- |
| 1                                                                             | 17                    | Sebastián Saavedra    | AFS Racing/Andretti Autosport | Chevrolet             | 221.526               |                       |                       |                       |
| 2                                                                             | 39                    | Bryan Clauson (R)     | Sarah Fisher Hartman Racing   | Honda                 | 221.173               |                       |                       |                       |
| 3                                                                             | 67                    | Josef Newgarden (R)   | Sarah Fisher Hartman Racing   | Honda                 | 221.158               |                       |                       |                       |
| HIVATALOS EREDMÉNY Archiválva 2012. május 26-i dátummal a Wayback Machine-ben |                       |                       |                               |                       |                       |                       |                       |                       |

### Nyitónap — Május 14., hétfő
- Időjárás: 78 °F, részben felhős

| Legnagyobb sebességek                                                         | Legnagyobb sebességek | Legnagyobb sebességek | Legnagyobb sebességek       | Legnagyobb sebességek | Legnagyobb sebességek | Legnagyobb sebességek | Legnagyobb sebességek | Legnagyobb sebességek |
| Poz.                                                                          | #                     | Versenyző             | Csapat                      | Motor                 | Sebesség              |                       |                       |                       |
| ----------------------------------------------------------------------------- | --------------------- | --------------------- | --------------------------- | --------------------- | --------------------- | --------------------- | --------------------- | --------------------- |
| 1                                                                             | 67                    | Josef Newgarden (R)   | Sarah Fisher Hartman Racing | Honda                 | 222.486               |                       |                       |                       |
| 2                                                                             | 28                    | Ryan Hunter-Reay      | Andretti Autosport          | Chevrolet             | 221.639               |                       |                       |                       |
| 3                                                                             | 26                    | Marco Andretti        | Andretti Autosport          | Chevrolet             | 221.519               |                       |                       |                       |
| HIVATALOS EREDMÉNY Archiválva 2012. május 23-i dátummal a Wayback Machine-ben |                       |                       |                             |                       |                       |                       |                       |                       |

### Nyitónap — Május 15., kedd
- Időjárás: 79 °F, részben felhős

| Legnagyobb sebességek | Legnagyobb sebességek | Legnagyobb sebességek | Legnagyobb sebességek | Legnagyobb sebességek | Legnagyobb sebességek | Legnagyobb sebességek | Legnagyobb sebességek | Legnagyobb sebességek |
| Poz.                  | #                     | Versenyző             | Csapat                | Motor                 | Sebesség              |                       |                       |                       |
| --------------------- | --------------------- | --------------------- | --------------------- | --------------------- | --------------------- | --------------------- | --------------------- | --------------------- |
| 1                     | 26                    | Marco Andretti        | Andretti Autosport    | Chevrolet             | 223.676               |                       |                       |                       |
| 2                     | 3                     | Hélio Castroneves     | Team Penske           | Chevrolet             | 222.025               |                       |                       |                       |
| 3                     | 27                    | James Hinchcliffe     | Andretti Autosport    | Chevrolet             | 221.864               |                       |                       |                       |
| HIVATALOS EREDMÉNY    |                       |                       |                       |                       |                       |                       |                       |                       |

### Nyitónap — Május 16., szerda
- Időjárás: 76 °F, részben felhős

| Legnagyobb sebességek                                                         | Legnagyobb sebességek | Legnagyobb sebességek | Legnagyobb sebességek       | Legnagyobb sebességek | Legnagyobb sebességek | Legnagyobb sebességek | Legnagyobb sebességek | Legnagyobb sebességek |
| Poz.                                                                          | #                     | Versenyző             | Csapat                      | Motor                 | Sebesség              |                       |                       |                       |
| ----------------------------------------------------------------------------- | --------------------- | --------------------- | --------------------------- | --------------------- | --------------------- | --------------------- | --------------------- | --------------------- |
| 1                                                                             | 67                    | Josef Newgarden (R)   | Sarah Fisher Hartman Racing | Honda                 | 222.785               |                       |                       |                       |
| 2                                                                             | 26                    | Marco Andretti        | Andretti Autosport          | Chevrolet             | 222.108               |                       |                       |                       |
| 3                                                                             | 28                    | Ryan Hunter-Reay      | Andretti Autosport          | Chevrolet             | 221.763               |                       |                       |                       |
| HIVATALOS EREDMÉNY Archiválva 2012. május 26-i dátummal a Wayback Machine-ben |                       |                       |                             |                       |                       |                       |                       |                       |

### Nyitónap — Május 17., csütörtök
- Időjárás: 74 °F, részben felhős

| Legnagyobb sebességek                                                         | Legnagyobb sebességek | Legnagyobb sebességek | Legnagyobb sebességek       | Legnagyobb sebességek | Legnagyobb sebességek | Legnagyobb sebességek | Legnagyobb sebességek | Legnagyobb sebességek |
| Poz.                                                                          | #                     | Versenyző             | Csapat                      | Motor                 | Sebesség              |                       |                       |                       |
| ----------------------------------------------------------------------------- | --------------------- | --------------------- | --------------------------- | --------------------- | --------------------- | --------------------- | --------------------- | --------------------- |
| 1                                                                             | 9                     | Scott Dixon           | Chip Ganassi Racing         | Honda                 | 223.088               |                       |                       |                       |
| 2                                                                             | 67                    | Josef Newgarden (R)   | Sarah Fisher Hartman Racing | Honda                 | 222.709               |                       |                       |                       |
| 3                                                                             | 38                    | Graham Rahal          | Chip Ganassi Racing         | Honda                 | 222.080               |                       |                       |                       |
| HIVATALOS EREDMÉNY Archiválva 2012. május 23-i dátummal a Wayback Machine-ben |                       |                       |                             |                       |                       |                       |                       |                       |

### Fast Friday szabadedzés — Május 18., péntek
- Időjárás: 81 °F, napos

| Legnagyobb sebességek                                                         | Legnagyobb sebességek | Legnagyobb sebességek | Legnagyobb sebességek | Legnagyobb sebességek | Legnagyobb sebességek | Legnagyobb sebességek | Legnagyobb sebességek | Legnagyobb sebességek |
| Poz.                                                                          | #                     | Versenyző             | Csapat                | Motor                 | Sebesség              |                       |                       |                       |
| ----------------------------------------------------------------------------- | --------------------- | --------------------- | --------------------- | --------------------- | --------------------- | --------------------- | --------------------- | --------------------- |
| 1                                                                             | 26                    | Marco Andretti        | Andretti Autosport    | Chevrolet             | 227.540               |                       |                       |                       |
| 2                                                                             | 2                     | Ryan Briscoe          | Team Penske           | Chevrolet             | 226.835               |                       |                       |                       |
| 3                                                                             | 3                     | Hélio Castroneves     | Team Penske           | Chevrolet             | 226.716               |                       |                       |                       |
| HIVATALOS EREDMÉNY Archiválva 2012. május 22-i dátummal a Wayback Machine-ben |                       |                       |                       |                       |                       |                       |                       |                       |

## Időmérő

### Május 19., szombat – Pole Day
- Időjárás:

#### Szabadedzés
| Legnagyobb sebességek | Legnagyobb sebességek | Legnagyobb sebességek | Legnagyobb sebességek              | Legnagyobb sebességek | Legnagyobb sebességek | Legnagyobb sebességek | Legnagyobb sebességek | Legnagyobb sebességek |
| Poz.                  | #                     | Versenyző             | Csapat                             | Motor                 | Sebesség              |                       |                       |                       |
| --------------------- | --------------------- | --------------------- | ---------------------------------- | --------------------- | --------------------- | --------------------- | --------------------- | --------------------- |
| 1                     | 3                     | Hélio Castroneves     | Team Penske                        | Chevrolet             | 227.744               |                       |                       |                       |
| 2                     | 25                    | Ana Beatriz           | Andretti Autosport/Conquest Racing | Chevrolet             | 226.187               |                       |                       |                       |
| 3                     | 2                     | Ryan Briscoe          | Team Penske                        | Chevrolet             | 226.027               |                       |                       |                       |
| HIVATALOS EREDMÉNY    |                       |                       |                                    |                       |                       |                       |                       |                       |

#### Kvalifikáció
| Pole Day – 2012. május 19., szombat                                           | Pole Day – 2012. május 19., szombat  | Pole Day – 2012. május 19., szombat  | Pole Day – 2012. május 19., szombat  | Pole Day – 2012. május 19., szombat  | Pole Day – 2012. május 19., szombat  | Pole Day – 2012. május 19., szombat  | Pole Day – 2012. május 19., szombat  | Pole Day – 2012. május 19., szombat  |
| Poz.                                                                          | #                                    | Versenyző                            | Csapat                               | Motor                                | Négy körös átlagsebesség             | Pont                                 |                                      |                                      |
| Fast Nine Shootout (pozíciók 1-9-ig)                                          | Fast Nine Shootout (pozíciók 1-9-ig) | Fast Nine Shootout (pozíciók 1-9-ig) | Fast Nine Shootout (pozíciók 1-9-ig) | Fast Nine Shootout (pozíciók 1-9-ig) | Fast Nine Shootout (pozíciók 1-9-ig) | Fast Nine Shootout (pozíciók 1-9-ig) | Fast Nine Shootout (pozíciók 1-9-ig) | Fast Nine Shootout (pozíciók 1-9-ig) |
| ----------------------------------------------------------------------------- | ------------------------------------ | ------------------------------------ | ------------------------------------ | ------------------------------------ | ------------------------------------ | ------------------------------------ | ------------------------------------ | ------------------------------------ |
| 1                                                                             | 2                                    | Ryan Briscoe                         | Team Penske                          | Chevrolet                            | 226.484                              | 15                                   |                                      |                                      |
| 2                                                                             | 27                                   | James Hinchcliffe                    | Andretti Autosport                   | Chevrolet                            | 226.481                              | 13                                   |                                      |                                      |
| 3                                                                             | 28                                   | Ryan Hunter-Reay                     | Andretti Autosport                   | Chevrolet                            | 226.240                              | 12                                   |                                      |                                      |
| 4                                                                             | 26                                   | Marco Andretti                       | Andretti Autosport                   | Chevrolet                            | 225.456                              | 11                                   |                                      |                                      |
| 5                                                                             | 12                                   | Will Power                           | Team Penske                          | Chevrolet                            | 225.422                              | 10                                   |                                      |                                      |
| 6                                                                             | 3                                    | Hélio Castroneves                    | Team Penske                          | Chevrolet                            | 225.172                              | 9                                    |                                      |                                      |
| 7                                                                             | 67                                   | Josef Newgarden (R)                  | Sarah Fisher Hartman Racing          | Honda                                | 224.037                              | 8                                    |                                      |                                      |
| 8                                                                             | 11                                   | Tony Kanaan                          | KV Racing Technology                 | Chevrolet                            | Visszavonta                          | 7                                    |                                      |                                      |
| 9                                                                             | 5                                    | E.J. Viso                            | KV Racing Technology                 | Chevrolet                            | Visszavonta                          | 6                                    |                                      |                                      |
| Pozíciók 10–24-ig                                                             |                                      |                                      |                                      |                                      |                                      |                                      |                                      |                                      |
| 10                                                                            | 8                                    | Rubens Barrichello (R)               | KV Racing Technology                 | Chevrolet                            | 224.264                              | 4                                    |                                      |                                      |
| 11                                                                            | 98                                   | Alex Tagliani                        | Team Barracuda – BHA                 | Honda                                | 224.000                              | 4                                    |                                      |                                      |
| 12                                                                            | 38                                   | Graham Rahal                         | Chip Ganassi Racing                  | Honda                                | 223.959                              | 4                                    |                                      |                                      |
| 13                                                                            | 25                                   | Ana Beatriz                          | Andretti Autosport/Conquest Racing   | Chevrolet                            | 223.920                              | 4                                    |                                      |                                      |
| 14                                                                            | 83                                   | Charlie Kimball                      | Chip Ganassi Racing                  | Honda                                | 223.868                              | 4                                    |                                      |                                      |
| 15                                                                            | 9                                    | Scott Dixon                          | Chip Ganassi Racing                  | Honda                                | 223.684                              | 4                                    |                                      |                                      |
| 16                                                                            | 50                                   | Dario Franchitti                     | Chip Ganassi Racing                  | Honda                                | 223.582                              | 4                                    |                                      |                                      |
| 17                                                                            | 19                                   | James Jakes (R)                      | Dale Coyne Racing                    | Honda                                | 223.482                              | 4                                    |                                      |                                      |
| 18                                                                            | 4                                    | J. R. Hildebrand                     | Panther Racing                       | Chevrolet                            | 223.422                              | 4                                    |                                      |                                      |
| 19                                                                            | 15                                   | Szató Takuma                         | Rahal Letterman Lanigan Racing       | Honda                                | 223.392                              | 4                                    |                                      |                                      |
| 20                                                                            | 99                                   | Townsend Bell                        | Schmidt–Hamilton Motorsports         | Honda                                | 223.134                              | 4                                    |                                      |                                      |
| 21                                                                            | 18                                   | Justin Wilson                        | Dale Coyne Racing                    | Honda                                | 222.929                              | 4                                    |                                      |                                      |
| 22                                                                            | 30                                   | Michel Jourdain Jr.                  | Rahal Letterman Lanigan Racing       | Honda                                | 222.893                              | 4                                    |                                      |                                      |
| 23                                                                            | 77                                   | Simon Pagenaud (R)                   | Schmidt–Hamilton Motorsports         | Honda                                | 222.891                              | 4                                    |                                      |                                      |
| 24                                                                            | 17                                   | Sebastián Saavedra                   | Andretti Autosport/AFS Racing        | Chevrolet                            | 222.811                              | 4                                    |                                      |                                      |
| Nem kvalifikálta magát                                                        |                                      |                                      |                                      |                                      |                                      |                                      |                                      |                                      |
|                                                                               | 41                                   | Wade Cunningham (R)                  | A. J. Foyt Enterprises               | Honda                                | 222.689                              |                                      |                                      |                                      |
|                                                                               | 14                                   | Mike Conway                          | A. J. Foyt Enterprises               | Honda                                | 222.434                              |                                      |                                      |                                      |
|                                                                               | 7                                    | Sébastien Bourdais                   | Dragon Racing                        | Chevrolet                            | 222.415                              |                                      |                                      |                                      |
|                                                                               | 39                                   | Bryan Clauson (R)                    | Sarah Fisher Hartman Racing          | Honda                                | Balesetet szenvdedett                |                                      |                                      |                                      |
|                                                                               | 20                                   | Ed Carpenter                         | Ed Carpenter Racing                  | Chevrolet                            | Balesetet szenvdedett                |                                      |                                      |                                      |
|                                                                               | 6                                    | Katherine Legge (R)                  | Dragon Racing                        | Chevrolet                            | Visszavonta                          |                                      |                                      |                                      |
|                                                                               | 22                                   | Oriol Servià                         | Panther/Dreyer & Reinbold Racing     | Chevrolet                            | Balesetet szenvedett                 |                                      |                                      |                                      |
|                                                                               | 78                                   | Simona de Silvestro                  | HVM Racing                           | Lotus                                | N/A                                  |                                      |                                      |                                      |
|                                                                               | 64                                   | Jean Alesi (R)                       | Fan Force United                     | Lotus                                | N/A                                  |                                      |                                      |                                      |
| HIVATALOS EREDMÉNY Archiválva 2012. május 23-i dátummal a Wayback Machine-ben |                                      |                                      |                                      |                                      |                                      |                                      |                                      |                                      |

### Május 20., vasárnap – Bump Day
- Időjárás:

#### Szabadedzés
| Legnagyobb sebességek                                                         | Legnagyobb sebességek | Legnagyobb sebességek | Legnagyobb sebességek            | Legnagyobb sebességek | Legnagyobb sebességek    | Legnagyobb sebességek | Legnagyobb sebességek | Legnagyobb sebességek |
| Poz.                                                                          | #                     | Versenyző             | Csapat                           | Motor                 | Négy körös átlagsebesség |                       |                       |                       |
| ----------------------------------------------------------------------------- | --------------------- | --------------------- | -------------------------------- | --------------------- | ------------------------ | --------------------- | --------------------- | --------------------- |
| 1                                                                             | 22                    | Oriol Servià          | Panther/Dreyer & Reinbold Racing | Chevrolet             | 223.752                  |                       |                       |                       |
| 2                                                                             | 7                     | Sébastien Bourdais    | Dragon Racing                    | Chevrolet             | 223.479                  |                       |                       |                       |
| 3                                                                             | 20T                   | Ed Carpenter          | Ed Carpenter Racing              | Chevrolet             | 222.886                  |                       |                       |                       |
| HIVATALOS EREDMÉNY Archiválva 2012. május 26-i dátummal a Wayback Machine-ben |                       |                       |                                  |                       |                          |                       |                       |                       |

#### Kvalifikáció
| Bump Day – Vasárnap, 2012. május 20. | Bump Day – Vasárnap, 2012. május 20. | Bump Day – Vasárnap, 2012. május 20. | Bump Day – Vasárnap, 2012. május 20. | Bump Day – Vasárnap, 2012. május 20. | Bump Day – Vasárnap, 2012. május 20. | Bump Day – Vasárnap, 2012. május 20. | Bump Day – Vasárnap, 2012. május 20. | Bump Day – Vasárnap, 2012. május 20. |
| Poz.                                 | #                                    | Versenyző                            | Csapat                               | Motor                                | Négykörös átlagsebesség              | Pont                                 |                                      |                                      |
| ------------------------------------ | ------------------------------------ | ------------------------------------ | ------------------------------------ | ------------------------------------ | ------------------------------------ | ------------------------------------ | ------------------------------------ | ------------------------------------ |
| 25                                   | 7                                    | Sébastien Bourdais                   | Dragon Racing                        | Chevrolet                            | 223.760                              | 3                                    |                                      |                                      |
| 26                                   | 41                                   | Wade Cunningham (R)                  | A. J. Foyt Enterprises               | Honda                                | 223.258                              | 3                                    |                                      |                                      |
| 27                                   | 22                                   | Oriol Servià                         | Panther/Dreyer & Reinbold Racing     | Chevrolet                            | 222.393                              | 3                                    |                                      |                                      |
| 28                                   | 20T                                  | Ed Carpenter                         | Ed Carpenter Racing                  | Chevrolet                            | 222.324                              | 3                                    |                                      |                                      |
| 29                                   | 14                                   | Mike Conway                          | A. J. Foyt Enterprises               | Honda                                | 222.319                              | 3                                    |                                      |                                      |
| 30                                   | 6                                    | Katherine Legge (R)                  | Dragon Racing                        | Chevrolet                            | 221.624                              | 3                                    |                                      |                                      |
| 31                                   | 39                                   | Bryan Clauson (R)                    | Sarah Fisher Hartman Racing          | Honda                                | 214.455                              | 3                                    |                                      |                                      |
| 32                                   | 78                                   | Simona de Silvestro                  | HVM Racing                           | Lotus                                | 214.393                              | 3                                    |                                      |                                      |
| 33                                   | 64                                   | Jean Alesi (R)                       | Fan Force United                     | Lotus                                | 210.094                              | 3                                    |                                      |                                      |
| HIVATALOS EREDMÉNY                   |                                      |                                      |                                      |                                      |                                      |                                      |                                      |                                      |

## Rajtlista
| Sor | Belül | Belül               | Középen | Középen             | Kívül | Kívül              |
| --- | ----- | ------------------- | ------- | ------------------- | ----- | ------------------ |
| 1   | 2     | Ryan Briscoe        | 27      | James Hinchcliffe   | 28    | Ryan Hunter-Reay   |
| 2   | 26    | Marco Andretti      | 12      | Will Power          | 3     | Hélio Castroneves  |
| 3   | 67    | Josef Newgarden     | 11      | Tony Kanaan         | 5     | E. J. Viso         |
| 4   | 8     | Rubens Barrichello  | 98      | Alex Tagliani       | 38    | Graham Rahal       |
| 5   | 25    | Ana Beatriz         | 83      | Charlie Kimball     | 9     | Scott Dixon        |
| 6   | 50    | Dario Franchitti    | 19      | James Jakes         | 4     | J. R. Hildebrand   |
| 7   | 15    | Szató Takuma        | 99      | Townsend Bell       | 18    | Justin Wilson      |
| 8   | 30    | Michel Jourdain Jr. | 77      | Simon Pagenaud      | 17    | Sebastian Saavedra |
| 9   | 7     | Sebastien Bourdais  | 41      | Wade Cunningham     | 22    | Oriol Servià       |
| 10  | 20    | Ed Carpenter        | 14      | Mike Conway         | 6     | Katherine Legge    |
| 11  | 39    | Bryan Clauson (R)   | 78      | Simona de Silvestro | 64    | Jean Alesi (R)     |

## Carb Day

### Utolsó szabadedzés — Május 25., péntek
- Időjárás:

| Legnagyobb sebességek | Legnagyobb sebességek | Legnagyobb sebességek | Legnagyobb sebességek | Legnagyobb sebességek | Legnagyobb sebességek   | Legnagyobb sebességek | Legnagyobb sebességek | Legnagyobb sebességek |
| Poz.                  | #                     | Versenyző             | Csapat                | Motor                 | Négykörös átlagsebesség |                       |                       |                       |
| --------------------- | --------------------- | --------------------- | --------------------- | --------------------- | ----------------------- | --------------------- | --------------------- | --------------------- |
| 1                     | 50                    | Dario Franchitti      | Chip Ganassi Racing   | Honda                 | 222.360                 |                       |                       |                       |
| 2                     | 9                     | Scott Dixon           | Chip Ganassi Racing   | Honda                 | 222.274                 |                       |                       |                       |
| 3                     | 26                    | Marco Andretti        | Andretti Autosport    | Chevrolet             | 221.702                 |                       |                       |                       |
| HIVATALOS EREDMÉNY    |                       |                       |                       |                       |                         |                       |                       |                       |

## Verseny végeredménye
| Poz                                      | #  | Versenyző              | Csapat                           | Motor     | Körök | Idő/Kiesés oka    | Rajthely | Élen töltött körök száma | Pont |
| ---------------------------------------- | -- | ---------------------- | -------------------------------- | --------- | ----- | ----------------- | -------- | ------------------------ | ---- |
| 1.                                       | 50 | Dario Franchitti       | Chip Ganassi Racing              | Honda     | 200   | 2:58:51.2532      | 16       | 23                       | 54   |
| 2.                                       | 9  | Scott Dixon            | Chip Ganassi Racing              | Honda     | 200   | +0.0295†          | 15       | 53                       | 44   |
| 3.                                       | 11 | Tony Kanaan            | KV Racing Technology             | Chevrolet | 200   | +0.0677           | 8        | 7                        | 42   |
| 4.                                       | 22 | Oriol Servià           | Panther-Dreyer & Reinbold Racing | Chevrolet | 200   | +2.9166           | 27       | 0                        | 38   |
| 5.                                       | 2  | Ryan Briscoe           | Team Penske                      | Chevrolet | 200   | +3.6721           | 1        | 15                       | 45   |
| 6.                                       | 27 | James Hinchcliffe      | Andretti Autosport               | Chevrolet | 200   | +4.0962           | 2        | 5                        | 41   |
| 7.                                       | 18 | Justin Wilson          | Dale Coyne Racing                | Honda     | 200   | +4.2430           | 21       | 0                        | 30   |
| 8.                                       | 83 | Charlie Kimball        | Chip Ganassi Racing              | Honda     | 200   | +4.6056           | 14       | 3                        | 28   |
| 9.                                       | 99 | Townsend Bell          | Schmidt Hamilton Motorsports     | Honda     | 200   | +5.6168           | 20       | 0                        | 26   |
| 10.                                      | 3  | Hélio Castroneves      | Team Penske                      | Chevrolet | 200   | +7.6352           | 6        | 0                        | 29   |
| 11.                                      | 8  | Rubens Barrichello (R) | KV Racing Technology             | Chevrolet | 200   | +7.9240           | 10       | 2                        | 23   |
| 12.                                      | 98 | Alex Tagliani          | Team Barracuda – BHA             | Honda     | 200   | +8.2543           | 11       | 2                        | 22   |
| 13.                                      | 38 | Graham Rahal           | Chip Ganassi Racing              | Honda     | 200   | +8.7539           | 12       | 0                        | 21   |
| 14.                                      | 4  | J. R. Hildebrand       | Panther Racing                   | Chevrolet | 200   | +11.3423          | 18       | 0                        | 20   |
| 15.                                      | 19 | James Jakes (R)        | Dale Coyne Racing                | Honda     | 200   | +13.4494          | 17       | 0                        | 19   |
| 16.                                      | 77 | Simon Pagenaud (R)     | Schmidt–Hamilton Motorsports     | Honda     | 200   | +14.1382          | 23       | 0                        | 18   |
| 17.                                      | 15 | Szató Takuma           | Rahal Letterman Lanigan Racing   | Honda     | 199   | +1 Kör/Baleset    | 19       | 31                       | 17   |
| 18.                                      | 5  | E.J. Viso              | KV Racing Technology             | Chevrolet | 199   | +1 Kör            | 9        | 0                        | 18   |
| 19.                                      | 30 | Michel Jourdain Jr.    | Rahal Letterman Lanigan Racing   | Honda     | 199   | +1 Kör            | 22       | 0                        | 16   |
| 20.                                      | 7  | Sébastien Bourdais     | Dragon Racing                    | Chevrolet | 199   | +1 Kör            | 25       | 0                        | 15   |
| 21.                                      | 20 | Ed Carpenter           | Ed Carpenter Racing              | Chevrolet | 199   | +1 Kör            | 28       | 0                        | 15   |
| 22.                                      | 6  | Katherine Legge (R)    | Dragon Racing                    | Chevrolet | 199   | +1 Kör            | 30       | 0                        | 15   |
| 23.                                      | 25 | Ana Beatriz            | Andretti Autosport               | Chevrolet | 190   | +10 Kör           | 13       | 0                        | 16   |
| 24.                                      | 26 | Marco Andretti         | Andretti Autosport               | Chevrolet | 187   | Baleset           | 4        | 59                       | 23   |
| 25.                                      | 67 | Josef Newgarden (R)    | Sarah Fisher Hartman Racing      | Honda     | 161   | Motor             | 7        | 0                        | 18   |
| 26.                                      | 17 | Sebastián Saavedra     | Andretti Autosport               | Chevrolet | 143   | Elektronika       | 24       | 0                        | 14   |
| 27.                                      | 28 | Ryan Hunter-Reay       | Andretti Autosport               | Chevrolet | 123   | Felfüggesztés     | 3        | 0                        | 22   |
| 28.                                      | 12 | Will Power             | Team Penske                      | Chevrolet | 79    | Baleset Conway-el | 5        | 0                        | 20   |
| 29.                                      | 14 | Mike Conway            | A. J. Foyt Enterprises           | Honda     | 78    | Baleset Power-el  | 29       | 0                        | 13   |
| 30.                                      | 39 | Bryan Clauson (R)      | Sarah Fisher Hartman Racing      | Honda     | 46    | Kezelhetőség      | 31       | 0                        | 13   |
| 31.                                      | 41 | Wade Cunningham (R)    | A. J. Foyt Enterprises           | Honda     | 42    | Elektronika       | 26       | 0                        | 13   |
| 32.                                      | 78 | Simona de Silvestro    | HVM Racing                       | Lotus     | 10    | Kiintették        | 32       | 0                        | 13   |
| 33.                                      | 64 | Jean Alesi (R)         | Fan Force United                 | Lotus     | 9     | Kiintették        | 33       | 0                        | 13   |
| † Sárga zászló alatt ért véget a verseny |    |                        |                                  |           |       |                   |          |                          |      |
| HIVATALOS EREDMÉNY                       |    |                        |                                  |           |       |                   |          |                          |      |

### Verseny statisztikák
A verseny alatt 34-szer változott az élen álló személye 10 versenyző között.
| Változás az élen | Változás az élen   |
| Kör              | Élen               |
| ---------------- | ------------------ |
| 1                | James Hinchcliffe  |
| 2                | Ryan Briscoe       |
| 5                | James Hinchcliffe  |
| 7                | Ryan Briscoe       |
| 16               | James Hinchcliffe  |
| 18               | Ryan Briscoe       |
| 20               | Marco Andretti     |
| 22               | Ryan Briscoe       |
| 23               | Marco Andretti     |
| 45               | Alex Tagliani      |
| 47               | Scott Dixon        |
| 48               | Charlie Kimball    |
| 50               | Marco Andretti     |
| 74               | Scott Dixon        |
| 79               | Charlie Kimball    |
| 80               | Marco Andretti     |
| 91               | Scott Dixon        |
| 119              | Szató Takuma       |
| 124              | Rubens Barrichello |
| 126              | Szató Takuma       |
| 147              | Scott Dixon        |
| 148              | Szató Takuma       |
| 153              | Dario Franchitti   |
| 160              | Scott Dixon        |
| 161              | Dario Franchitti   |
| 163              | Scott Dixon        |
| 172              | Dario Franchitti   |
| 174              | Scott Dixon        |
| 177              | Dario Franchitti   |
| 178              | Scott Dixon        |
| 179              | Dario Franchitti   |
| 187              | Tony Kanaan        |
| 194              | Dario Franchitti   |
| 195              | Scott Dixon        |
| 199              | Dario Franchitti   |

| Élen töltött körök száma | Élen töltött körök száma          |
| Körök                    | Versenyző                         |
| ------------------------ | --------------------------------- |
| 59                       | Marco Andretti                    |
| 53                       | Scott Dixon                       |
| 31                       | Szató Takuma                      |
| 23                       | Dario Franchitti                  |
| 15                       | Ryan Briscoe                      |
| 7                        | Tony Kanaan                       |
| 5                        | James Hinchcliffe                 |
| 3                        | Charlie Kimball                   |
| 2                        | Alex Tagliani, Rubens Barrichello |

| Sárga zászlók: 8 alkalommal összesen 39 körön át | Sárga zászlók: 8 alkalommal összesen 39 körön át |
| Körök                                            | Ok                                               |
| ------------------------------------------------ | ------------------------------------------------ |
| 14-17                                            | #39-es autó megpördülése a 2-es kanyarban        |
| 80-86                                            | #12-es és 14-es autó balesete a 2-es kanyarban   |
| 90-94                                            | #25-ös autó megpördülése a 2-es kanyarban        |
| 146-151                                          | #17-es autó megállása a 2-es kanyarban           |
| 164-170                                          | #67-es autó megállása a hátsó egyenesben         |
| 181-183                                          | #20-as autó megpördülése az 1-es kanyarban       |
| 188-193                                          | #26-os autó balesete az 1-es kanyarban           |
| 200                                              | #15-ös autó balesete az 1-es kanyarban           |

## Bajnokság állása a verseny után
Pilóták bajnoki állása
| Pozíció | Pilóta            | Pontok |
| ------- | ----------------- | ------ |
| 1       | Will Power        | 200    |
| 2       | Hélio Castroneves | 164    |
| 3       | James Hinchcliffe | 164    |
| 4       | Scott Dixon       | 153    |
| 5       | Ryan Hunter-Reay  | 143    |

Gyártók bajnoksága
| Pozíció | Gyártó    | Pontok |
| ------- | --------- | ------ |
| 1       | Chevrolet | 42     |
| 2       | Honda     | 33     |
| 3       | Lotus     | 20     |